# Nico Bettge
Nico Bettge, né le 15 mai 1980 à Magdebourg en Allemagne, est un céiste allemand pratiquant le slalom.

## Palmarès

### Championnats du monde
- Médaille d'argent en 1999 à La Seu d'Urgell en C1 par équipes.
- Médaille d'argent en 2005 à Penrith en C1 par équipes.
- Médaille d'or en 2006 à Prague en C1 par équipes.
- Médaille d'argent en 2007 à Foz do Iguaçu en C1 par équipes.
- Médaille d'argent en 2011 à Bratislava en C1.
- Médaille d'argent en 2011 à Bratislava en C1 par équipes.

### Championnats d'Europe
- Médaille d'argent en 1998 à Roudnice nad Labem en C1 par équipes.
- Médaille de bronze en 2004 à Skopje en C1.
- Médaille d'argent en 2005 à Tacen en C1 par équipes.
- Médaille d'or en 2006 à L'Argentière-la-Bessée en C1 par équipes.
- Médaille d'argent en 2007 à Liptovský Mikuláš en C1 par équipes.
- Médaille de bronze en 2008 à Cracovie en C1 par équipes.
- Médaille de bronze en 2009 à Nottingham en C1 par équipes.
- Médaille d'argent en 2011 à La Seu d'Urgell en C1 par équipes
- Médaille d'argent en 2012 à Augsbourg en C1 par équipes
- 2018 à Prague,  Tchéquie
  -  Médaille d'or en C2 par équipe